# The Water Lily (film fra 1919)
The Water Lily er en amerikansk stumfilm fra 1919 af George Ridgwell.

## Medvirkende
- Alice Mann som Genevieve Conners
- Emil De Varney som Jim Conners
- Philip Yale Drew som Dick Carlisle
- Francis Mann som Evelyn Carlisle
- Donald Hall som Willard Carlisle